# TT338
La tombe thébaine TT 338 est située à Deir el-Médineh, dans la nécropole thébaine, sur la rive ouest du Nil, face à Louxor en Égypte.
C'est la sépulture de May, dessinateur d'Amon à Deir el-Médineh à la fin de la XVIIIe dynastie.